# Vaulx, Haute-Savoie
Vaulx är en kommun i departementet Haute-Savoie i regionen Auvergne-Rhône-Alpes i sydöstra Frankrike. Kommunen ligger i kantonen Rumilly som tillhör arrondissementet Annecy. År 2022 hade Vaulx 1 080 invånare.

## Befolkningsutveckling
Antalet invånare i kommunen Vaulx
| Referens: INSEE |